# Bird (film, 1988)
Bird är en amerikansk biografisk film från 1988 om jazzsaxofonisten Charlie "Bird" Parker, regisserad och producerad av Clint Eastwood efter ett manus av Joel Oliansky. I filmen spelar Forest Whitaker Parker och den är upplagd som ett montage av scener från Parkers liv, från hans barndom i Kansas City, till hans tidiga död vid 34 års ålder.

## Kuriosa
Till en början, när Columbia ägde projektet, ville studiocheferna anställa musiker för att spela in all Parkers musik på nytt. Till stor del för att originalinspelningarna var i mono och inte hade acceptabel ljudkvalitet för att ackompanjera en långfilm. Eastwood hade några inspelningar av Parker från vilka han lät en ljudtekniker isolera Parkers solon elektroniskt. Musiker som Ray Brown, Walter Davis, Jr., Ron Carter, Barry Harris, Pete Jolly och Red Rodney, anställdes för att spela in bakgrundsspår på modern utrustning. Dizzy Gillespie var på turné vid inspelningstillfället, så trumpetaren Jon Faddis anlitades för att spela in sina stämmor.

## Mottagande
Bird fick ett positivt mottagande från kritiker och fick 83 % "Fresh"-betyg på Rotten Tomatoes från 23 recensioner. Whitakers insats som Parker fick flera utmärkelser inklusive priset för bästa skådespelare vid filmfestivalen i Cannes 1988 och en Golden Globe-nominering. Eastwood belönades med Golden Globe för bästa regi. Filmen vann Grand Prix av Belgian Film Critics Association och Oscar för bästa ljud ( Les Fresholtz, Dick Alexander, Vern Poore, Willie Burton ).
Trots det positiva mottagandet var Bird ett kommersiellt misslyckande, och drog bara in 2,2 miljoner dollar i Nordamerika, Eastwoods sämsta sedan Breezy - Fri som kärleken. Filmen hade premiär på en biograf i New York City och tjänade bara 27 116 dollar under öppningshelgen.
"Clint Eastwood är en fantastisk skådespelare såväl som en fantastisk filmskapare", konstaterade Rolling Stones trummis och jazzälskare Charlie Watts.